# Furcifer labordi
Furcifer labordi – gatunek gada z rodziny kameleonowatych (Chamaeleonidae), jeden z najmniejszych przedstawicieli rodziny. Endemit Madagaskaru, jest narażony na wyginięcie.

## Zasięg występowania
Furcifer labordi jest endemitem Madagaskaru. Występuje na ciepłych, zalesionych lub zakrzewionych terenach zachodnich wybrzeży wyspy.

## Charakterystyka
Z wyglądu podobny do innych gatunków z rodzaju Furcifer, charakteryzuje się również podobną, trwającą jeden rok, biologią rozrodu. Z badań Karstena i współpracowników (2008) nad przedstawicielami populacji żyjącej w lesie Ranobe na południowym zachodzie Madagaskaru wynika, że w tej populacji wszystkie młode wykluwają się równocześnie z jaj w listopadzie, w ciągu około siedmiu tygodni osiągają dojrzałość płciową i przystępują do rozrodu, a wkrótce po złożeniu jaj umierają (data ich śmierci nie była stała; w 1995 roku autorzy po raz ostatni zaobserwowali żywego dorosłego osobnika 28 marca, zaś w 2004 roku – 11 lutego). Okres płodowy zajmuje więc ¾ życia, co daje jeden z najwyższych stosunków u kręgowców. Badania Eckhardta, Kappelera i Kraus (2017) nad przedstawicielami populacji F. labordi żyjącej w położonym dalej na północ lesie Kirindy wskazują jednak, że przedstawiciele tej populacji dożywają na wolności przeciętnie 6–9 miesięcy po wykluciu się z jaj; w wypadkach, gdy pora deszczowa przynosi nadzwyczaj intensywne deszcze, umożliwiające dłuższe przetrwanie roślinności, nieliczne samice są nawet w stanie przetrwać porę suchą i następnie przystąpić do rozrodu po raz drugi. W niewoli przedstawiciele gatunku dożywają nawet 16 miesięcy.
Samce osiągają do 9 cm, a samice do 7 cm długości ciała. Szybki przyrost masy ciała (4,1% dziennie) jest możliwy dzięki wysokiemu poziomowi androgenów.